# Raymond Massey
Raymond Hart Massey (Toronto, Canadà, 30 d'agost de 1896 - Beverly Hills, Califòrnia, 29 de juliol de 1983) fou un actor estatunidenc nascut en Canadà.

## Biografia

### Joventut
Massey va néixer a Toronto, Ontario, fill d'Anna (cognom de soltera Vincent) i Chester Daniel Massey, el ric amo de la companyia de tractors Massey Ferguson. Va assistir breument a l'escola secundària en el Upper Canada College, abans de ser transferit al Appleby College en Oakville, Ontario i es va graduar en la universitat en la Universitat de Toronto, on ell i el seu germà eren membres actius en la Kappa Alpha Society i en el Balliol College, Oxford.
Quan va esclatar la Primera Guerra Mundial, Massey es va unir a l'Armada Canadenca, servint amb l'artilleria en el front occidental. Retornà al Canadà sofrint de neurosi de guerra i fou contractat com un instructor de l'armada per a oficials americans en Yale. El 1918, fou enviat a servir en Sibèria, on va fer la seva primera aparició en un escenari, entretenint a les tropes americanes en servei. Fou ferit severament en acció en França, pel que fou enviat a casa, on treballà eventualment en el negoci familiar, venent instruments per a la granja.

## Professionalitat
Massey inicià seriosament la seva carrera artística en els teatres de Broadway, interpretant personatges creats per grans escriptors com William Shakespeare, August Strindberg, Eugene O'Neill, Sean O'Casey i Bernard Shaw. Després treballà en el cinema i més tard a la televisió. En aquest últim ens, aconseguí gran notorietat amb la seva interpretació del doctor Gilliespie en la sèrie titulada El doctor Kildare.

### Un gran secundari
Raymond Massey fou un dels grans actors secundaris del cinema nord-americà. Interpretà figures de la història dels Estats Units com Abraham Lincoln i John Frown.

## Comentaris
Un comentarista va escriure que: 
| « | <<Massey s'havia fet a si mateix començant pel seu rostre; una cara tallada a senders carnosos quasi de bulldog, especialment idoni per expressar la distància, la impertorbabilitat, l'emoció amagada, l'aristocràtica murrieria i també un sarcasme veterà del gran corredor de fons.>> | » |

Raymond Massey va escriure un parell de llibres de caràcter autobiogràfic i participà activament en la campanya presidencial del senador republicà Barry M. Goldwater.

## Filmografia
- High Treason (1928)
- The Crooked Billet (1929)
- The Speckled Band (1931)
- The Old Dark House (1932)
- The Face at the Window (1932)
- La Pimpinella Escarlata (The Scarlet Pimpernel) (1934)
- La vida futura (Things to Come) (1936)
- Under the Red Robe (1936)
- Dreaming Lips (1936)
- Fire Over England (1936)
- The Prisoner of Zenda (1937)
- Huracà sobre l'illa (The Hurricane) (1937)
- Black Limelight (1938)
- Rebel·lió a l'Índia (The Drum) (1938)
- Abe Lincoln a Illinois (Abe Lincoln in Illinois) (1940)
- Camí de Santa Fe (Santa Fe Trail) (1940)
- 49th Parallel (1941)
- Dangerously They Live (1941)
- Un viatge temerari (Desperate Journey) (1942)
- Reap the Wild Wind (1942)
- Action in the North Atlantic (1943)
- Arsènic per compassió (Arsenic and Old Lace) (1944)
- La dona del quadre (The Woman in the Window) (1944)
- Hotel Berlin (1945)
- God Is My Co-Pilot (1945)
- A vida o mort (A Matter of Life and Death) (1946)
- Mourning Becomes Electra (1947)
- Amor que mata (Possessed) (1947)
- Roseanna McCoy (1949)
- The Fountainhead (1949)
- Barricade (1950)
- Chain Lightning
- Dallas, ciutat fronterera (Dallas) (1950)
- Sugarfoot (1951)
- Come Fill the Cup (1951)
- David i Betsabé (David and Bathsheba) (1951)
- Carson City (1952)
- The Desert Song (1953)
- Més enllà de les llàgrimes (Battle Cry) (1955)
- Prince of Players (1955)
- A l'est de l'edèn (East of Eden) (1955)
- Seven Angry Men (1956)
- Omar Khayyam (1957)
- The Naked and the Dead (1957)
- Now That April's Here (1958)
- The Fiercest Heart (1958)
- The Great Impostor (1958)
- The Queen's Guards (1958)
- La conquesta de l'Oest (How the West Was Won) (1962)
- L'or d'en Mackenna (Mackenna's Gold)'' (1969)
- The Preacher

## Premis i nominacions
Nominacions
- 1941: Oscar al millor actor per Abe Lincoln a Illinois